# Longroy
Longroy est une commune française située dans le département de la Seine-Maritime en région Normandie.

## Géographie

### Localisation
| Incheville |           | Gamaches (Somme) |
| Millebosc  | Longroy   |                  |
|            | Guerville | Monchaux-Soreng  |

### Hydrographie
La commune est située dans le bassin Seine-Normandie. Elle est drainée par la Bresle,.
La Bresleest un fleuve côtier d'une longueur de 68 km, qui prend sa source dans la commune de Abancourt, à 180 mètres d’altitude, et se jette  dans la Manche au Tréport, après avoir traversé 30 communes. 
Un plan d'eau complète le réseau hydrographique : le plan d'eau 1 de la commune de Longroy (2,12 ha),.

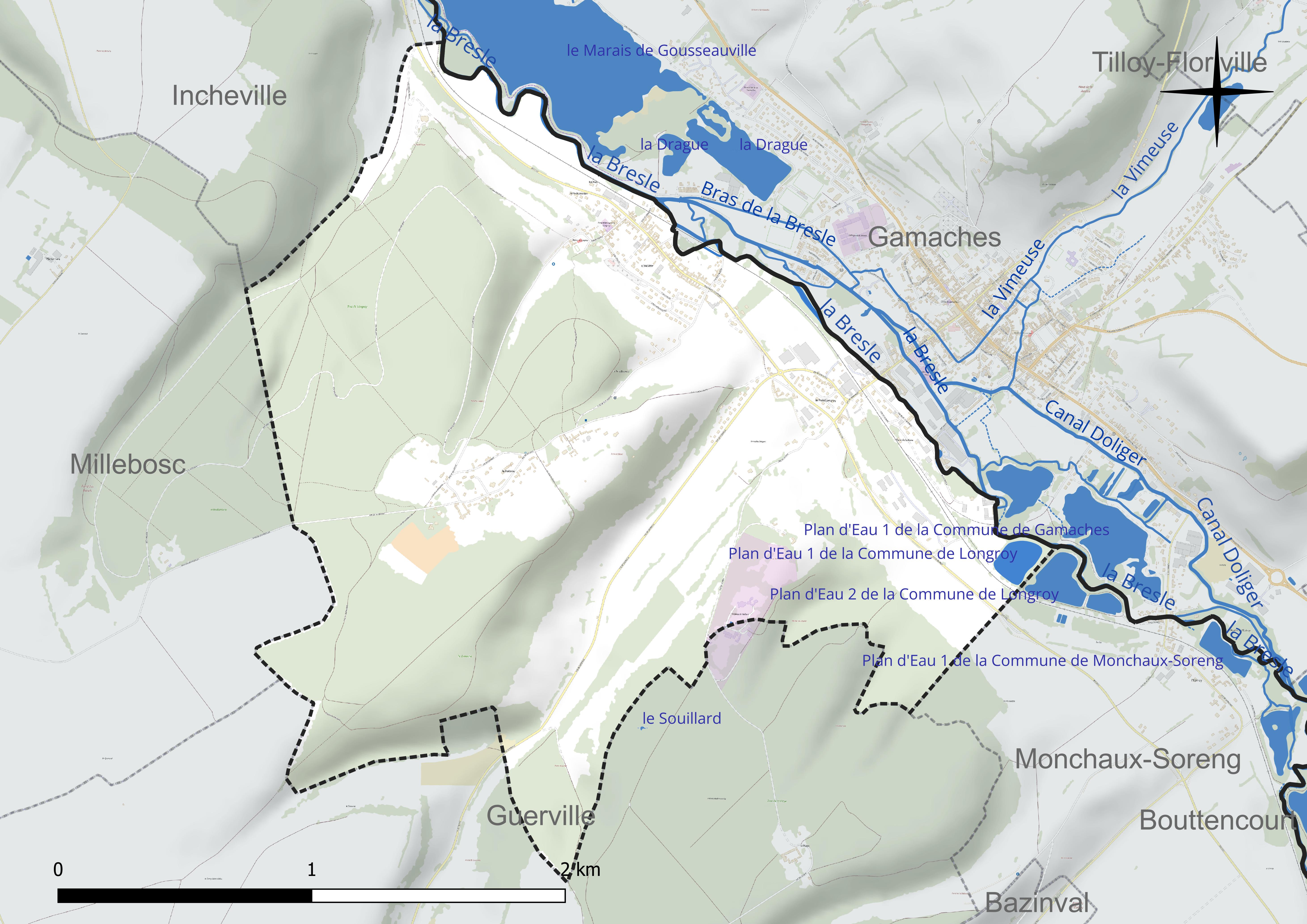
Réseau hydrographique de Longroy.

### Climat
Pour des articles plus généraux, voir Climat de la Normandie et Climat de la Seine-Maritime.
En 2010, le climat de la commune est de type climat océanique franc, selon une étude du CNRS s'appuyant sur une série de données couvrant la période 1971-2000. En 2020, Météo-France publie une typologie des climats de la France métropolitaine dans laquelle la commune est exposée à un climat océanique et est dans la région climatique Côtes de la Manche orientale, caractérisée par un faible ensoleillement (1 550 h/an) ; forte humidité de l’air (plus de 20 h/jour avec humidité relative > 80 % en hiver), vents forts fréquents. Parallèlement le GIEC normand, un groupe régional d’experts sur le climat, différencie quant à lui, dans une étude de 2020, trois grands types de climats pour la région Normandie, nuancés à une échelle plus fine par les facteurs géographiques locaux. La commune est, selon ce zonage, exposée à un « climat maritime », correspondant au Pays de Caux, frais, humide et pluvieux, légèrement plus frais que dans le Cotentin.
Pour la période 1971-2000, la température annuelle moyenne est de 10,7 °C, avec une amplitude thermique annuelle de 12,8 °C. Le cumul annuel moyen de précipitations est de 851 mm, avec 12,5 jours de précipitations en janvier et 8,5 jours en juillet. Pour la période 1991-2020, la température moyenne annuelle observée sur la station météorologique la plus proche, située sur la commune d'Oisemont à 17 km à vol d'oiseau, est de 11,1 °C et le cumul annuel moyen de précipitations est de 801,4 mm,. Pour l'avenir, les paramètres climatiques de la commune estimés pour 2050 selon différents scénarios d’émission de gaz à effet de serre sont consultables sur un site dédié publié par Météo-France en novembre 2022.

## Urbanisme

### Typologie
Au 1er janvier 2024, Longroy est catégorisée commune rurale à habitat dispersé, selon la nouvelle grille communale de densité à sept niveaux définie par l'Insee en 2022.
Elle appartient à l'unité urbaine de Gamaches, une agglomération inter-régionale regroupant deux  communes, dont elle est une commune de la banlieue,,. Par ailleurs la commune fait partie de l'aire d'attraction d'Eu, dont elle est une commune de la couronne,. Cette aire, qui regroupe 26 communes, est catégorisée dans les aires de moins de 50 000 habitants,.

### Occupation des sols
L'occupation des sols de la commune, telle qu'elle ressort de la base de données européenne d’occupation biophysique des sols Corine Land Cover (CLC), est marquée par l'importance des forêts et milieux semi-naturels (49,6 % en 2018), une proportion identique à celle de 1990 (49,6 %). La répartition détaillée en 2018 est la suivante : 
forêts (49,6 %), prairies (32,7 %), terres arables (6,6 %), zones industrielles ou commerciales et réseaux de communication (6,4 %), zones urbanisées (3,9 %), eaux continentales (0,8 %). L'évolution de l’occupation des sols de la commune et de ses infrastructures peut être observée sur les différentes représentations cartographiques du territoire : la carte de Cassini (XVIIIe siècle), la carte d'état-major (1820-1866) et les cartes ou photos aériennes de l'IGN pour la période actuelle (1950 à aujourd'hui).

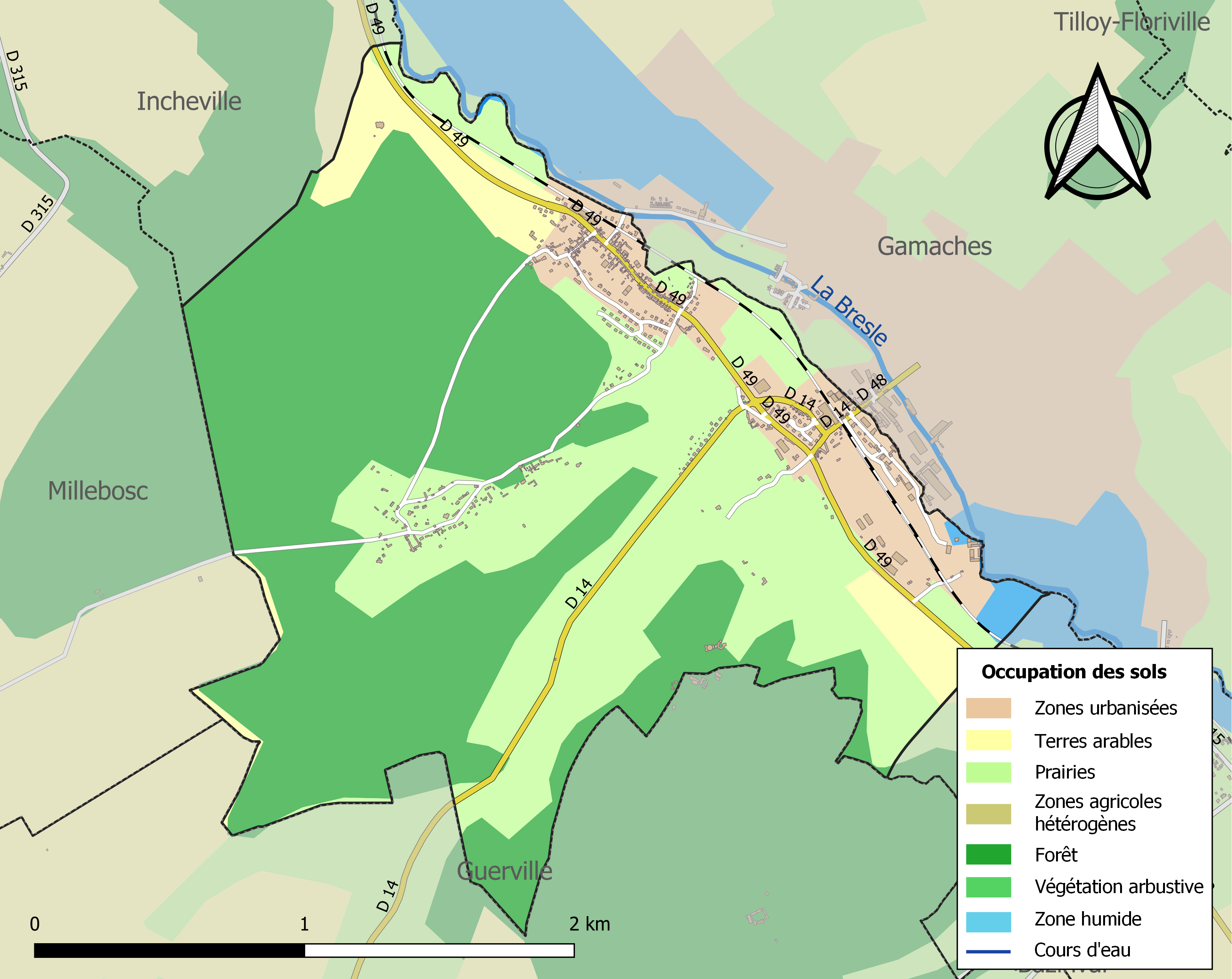
Carte des infrastructures et de l'occupation des sols de la commune en 2018 (CLC).

### Voies de communication et transports

Le bâtiment voyageurs de la gare de Longroy - Gamaches.

Longroy est desservie par la gare de Longroy - Gamaches, située au PK 166,3 sur la ligne à voie unique Abancourt - Le Tréport Mers. La gare dispose d'un ancien sémaphore Lartigue, en direction de Le Tréport - Mers, qui n'est plus fonctionnel.
Le bâtiment voyageurs n'est désormais plus utilisé et ses issues sont murées.

## Toponymie
Le nom de la localité est attesté sous la forme Lonreio en 1059.
Toponyme évoquant soit un « long gué » (du gaulois ritu > roi, rai), soit un « long sillon », une « longue raie » (sans doute un « long champ »). Selon François de Beaurepaire, la finale -roy représenterait l'aboutissement picard de l'appellatif gaulois ritum, gué, chaussée, dont la survie fut tardive dans cette partie de la France. La graphie actuelle dériverait d'une fausse étymologie populaire. Xavier Delamarre voit dans la première syllabe le gaulois longo (navire) ; Longroy serait donc « le gué des navires », tout comme Le Gué-de-Longroi (Eure-et-Loir).

## Histoire

### Seigneuries
- Robert de Longroy, participa à la bataille de Poitiers le 18 septembre 1356
- Jacques de Longroy, chevalier, fils de Robert, seigneur de Saint-Victor en Caux, Basinval, Espinoy, Goussonville, Bos-Ricard, Hallencourt, Questre et Wastine, épousa vers 1373 Marie, Dame de Querrieu, fille unique d'Isaac de Querrieu, devenant ainsi seigneur de Prouzel Ronquerolles et Querrieu. Il fut conseiller et chambellan des ducs de Bourgogne et lieutenant du capitaine-général de Picardie. Philippe II dit Le Hardi, lui donna par lettre du 20 mai 1398, une rente de trois cents livres comme récompense de ses services. Jean dit sans Peur, lui donna un cheval de bataille en 1405 et mille écus d'or le 1er novembre 1407. Homme d'armes de Jean de Luxembourg, il participa en 1412 à la bataille de Saint-Rémy-du-Plain. À la tête de quinze cents hommes d'armes, il tenta une entreprise qui échoua sur Guînes en 1412, mais, à la tête de trois cents lances et six cents archers, il en prit le château aux Anglais en 1413. Il fut nommé capitaine d'Ardres et des pays environnants en 1414. Le 25 août 1415, il amena à Azincourt les milices communales du Boulonnais. Il fut tué alors qu'il commandait l'arrière-garde française regroupant 600 hommes qui furent massacrés jusqu'au dernier[20],[21].

### Époque contemporaine
Au cours de la Révolution française, la commune porta provisoirement les noms de Gué-de-Voyse et de Val-Pelletier.

## Politique et administration

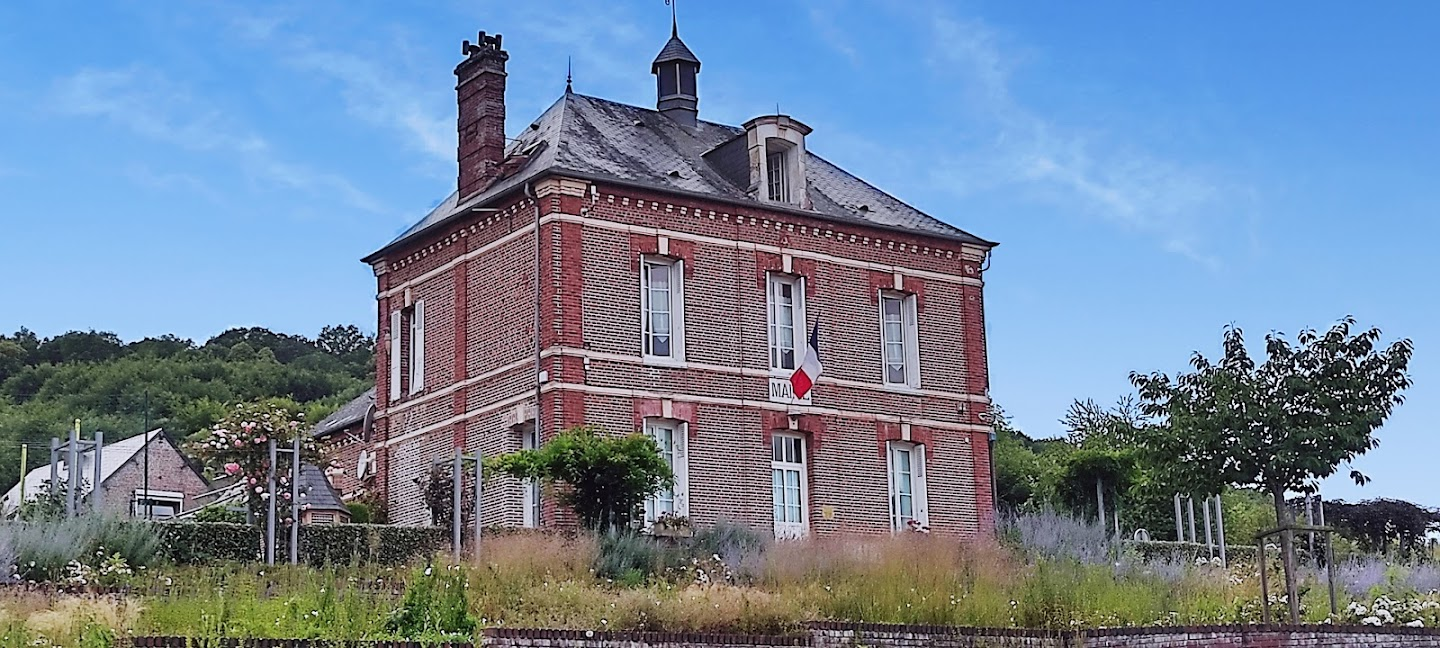
L'hôtel de ville.

### Liste des maires
| Période                                  | Période                       | Identité           | Étiquette | Qualité                                                                                     |
| ---------------------------------------- | ----------------------------- | ------------------ | --------- | ------------------------------------------------------------------------------------------- |
| Les données manquantes sont à compléter. |                               |                    |           |                                                                                             |
| juin 1995                                | En cours (au 20 juillet 2020) | Jean-Pierre Troley |           | Retraité Vice-président de la CC des Villes Sœurs (2014 → ) Réélu pour le mandat 2020-2026, |

### Distinctions et labels
La commune a été récompensée d'une seconde fleur en 2019 par le jury régional des villes et villages fleuris.

## Population et société

### Démographie
L'évolution du nombre d'habitants est connue à travers les recensements de la population effectués dans la commune depuis 1793. Pour les communes de moins de 10 000 habitants, une enquête de recensement portant sur toute la population est réalisée tous les cinq ans, les populations de référence des années intermédiaires étant quant à elles estimées par interpolation ou extrapolation. Pour la commune, le premier recensement exhaustif entrant dans le cadre du nouveau dispositif a été réalisé en 2004.

En 2022, la commune comptait 629 habitants, en évolution de −1,1 % par rapport à 2016 (Seine-Maritime : +0,35 %, France hors Mayotte : +2,11 %).
| 1793 | 1800 | 1806 | 1821 | 1831 | 1836 | 1841 | 1846 | 1851 |
| ---- | ---- | ---- | ---- | ---- | ---- | ---- | ---- | ---- |
| 290  | 280  | 245  | 288  | 368  | 345  | 370  | 382  | 404  |

| 1856 | 1861 | 1866 | 1872 | 1876 | 1881 | 1886 | 1891 | 1896 |
| ---- | ---- | ---- | ---- | ---- | ---- | ---- | ---- | ---- |
| 387  | 424  | 410  | 446  | 509  | 472  | 478  | 517  | 476  |

| 1901 | 1906 | 1911 | 1921 | 1926 | 1931 | 1936 | 1946 | 1954 |
| ---- | ---- | ---- | ---- | ---- | ---- | ---- | ---- | ---- |
| 472  | 485  | 547  | 555  | 579  | 571  | 563  | 592  | 639  |

| 1962 | 1968 | 2006 | 2009 | 2014 | 2019 | 2022 | - | - |
| ---- | ---- | ---- | ---- | ---- | ---- | ---- | - | - |
| 630  | 649  | 649  | 669  | 642  | 630  | 629  | - | - |

### Enseignement
Pour l'enseignement primaire, les communes de Melleville, Millebosc, Longroy et Guerville sont associées au sein d'un regroupement pédagogique intercommunal (RPI de la Forêt d'Eu) qui compte cinq classes pour l'année scolaire 2017-2018. L'ensemble est géré financièrement par le Sivos (syndicat à vocation scolaire) de la Forêt.

## Culture locale et patrimoine

### Lieux et monuments

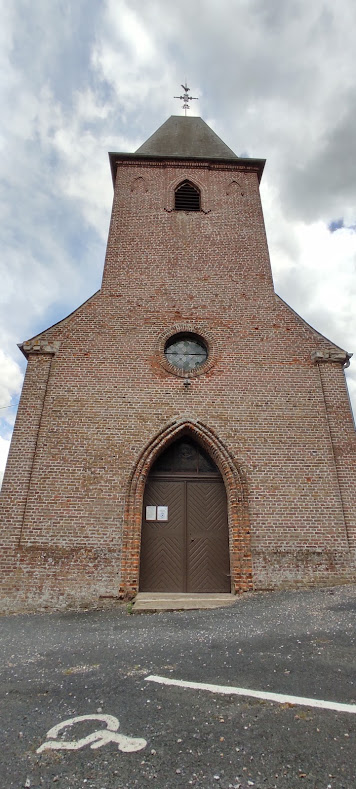
L'église Saint-Clément.

- L'église Saint-Clément.